# Tipi non comuni
Tipi non comuni (Uncommon Type: Some Stories) è la prima opera letteraria dell'attore, due volte premio Oscar, Tom Hanks: annunciato nel 2014, scritto durante gli intervalli della produzione dei suoi film, è pubblicato il 17 ottobre 2017 in inglese e il 12 novembre in Italia edito da Bompiani, tradotto da Alessandro Mari. Comprende 17 racconti.

## Edizioni in italiano
- Tom Hanks, Tipi non comuni, traduzione di Alessandro Mari, Narratori stranieri,  Bompiani, Milano 2017 ISBN 978-88-452-9490-7
- Tom Hanks, Tipi non comuni, traduzione di Alessandro Mari, Bompiani Oro, Bompiani, Milano 2019 ISBN 978-88-301-0008-4